# Pen-Ek Karaket
Pen-Ek Karaket (* 18. März 1990) ist ein thailändischer Taekwondoin. Er startet in der Gewichtsklasse bis 58 Kilogramm.
Karaket bestritt seine ersten internationalen Titelkämpfe bei der Juniorenasienmeisterschaft 2006 in Vietnam. In der Klasse bis 51 Kilogramm gewann er den Titel. Der Durchbruch im Erwachsenenbereich gelang ihm im Jahr 2010. Er gewann in der Klasse bis 58 Kilogramm bei den Asienspielen in Guangzhou Silber und bei der Asienmeisterschaft in Astana Gold. In beiden Finals traf er auf Wei Chen-yang. Bei seiner ersten Weltmeisterschaft 2011 in Gyeongju erreichte er das Achtelfinale. Beim internationalen Olympiaqualifikationswettbewerb in Baku siegte Karaket im Finale der Klasse bis 58 Kilogramm gegen Yulis Mercedes und sicherte sich die Teilnahme an den Olympischen Spielen 2012 in London. Er zählte zu den größten thailändischen Medaillenhoffnungen für die Spiele, unterlag aber Óscar Muñoz im Kampf um die Bronzemedaille.
Karaket studiert in Bangkok Architektur.